# 3707-es busz
A 3707-es jelzésű autóbuszvonal Miskolc, Edelény, Bódvaszilas és Hidvégardó között húzódik, amelyet a MÁV Személyszállítási Zrt. üzemeltet.

## Útvonala
A miskolci autóbusz-állomásról indul. A 26-os főúton halad Sajószentpéter felé, eközben az egykori Miskolci repülőtér, a szirmabesenyői, a sajókeresztúri és a sajóbábonyi elágazásokban, és a lerombolt BÉM mellett vezet útja. A vonal 12. kilométerén érkezik első városába, Sajószentpéterre. Itt a 27-es főút felé veszi az irányát, majd keresztezi a 92-es vasútvonalat és Dusnokpuszta településrészénél is elmegy. Belecsatlakozik a 2605-ös mellékút, aztán Edelény jön. Ezentúl a 94-es vasútvonallal párhuzamosan kanyarog, az ott fekvő Szendrőlád következik. nem sokkal később a Cserehát nyugati részében Szendrőt szolgálja ki, itt Rudabánya és Galvács felé biztosított az utazás (általában magas várakozási időre kell számítani). Ezek után a szomszédos Szalonnán a Rakaca-patak kisfalvai bekapcsoltak (4121-es busz) a város felé való eljutásra, több alkalommal vonalközi végállomás. Perkupán és a külterületén fekvő Jósvafő-Aggtelek vasútállomáson az Aggtelek-Rudabányai-hegység községei érhetőek el, aztán Bódvaszilast tárja fel. Mindössze egy pár járat halad tovább, Komjátin suhan át következőnek, és Tornanádaskán, ahol vége van a Miskolc–Tornanádaska-vasútvonalnak. Ezután Magyarország legészakabbi buszmegállójában is, a Tornanádaska, országhatárnál is megáll, legvégül a szlovák határral szomszédos Hidvégardón végállomásozik.

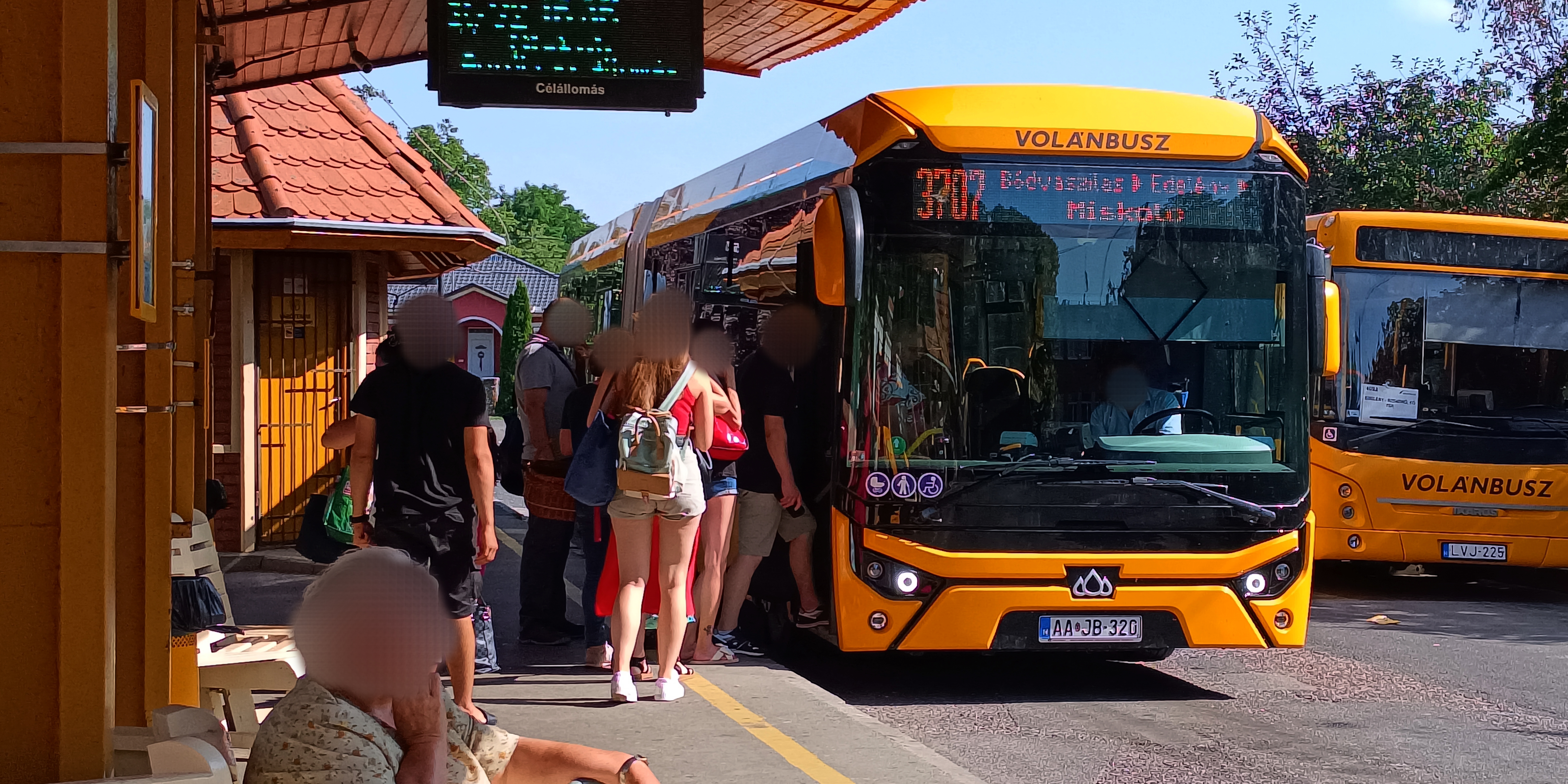
A 77 kilométer mentén megközelítőleg 100.000 ember lakik, így elkél a csuklós a viszonylatra

## Közlekedése
Indításai a hét minden napján történnek, legtöbbször Miskolc és Bódvaszilas között ingáznak. Mindig más időpontban, de mindennap egy járat továbbközlekedik Hidvégardóra, Komjáti és Tornanádaska településeken át.
A vonal útvonala megegyezik Szalonnáig a 3708-as, 3709-es és a 3775-ös; a Jósvafő-Aggtelek vasútállomásig a 3704-es buszvonalakkal. Miskolc és Bódvaszilas kapcsolata Sajószentpéter helyett Sajóecseg, Boldva és Borsodszirák érintésével a 3703-as buszokkal létesített.
| Viszonylat                           | Indításszám     | Közlekedési rend                                     |
| ------------------------------------ | --------------- | ---------------------------------------------------- |
| Miskolc, aut. áll. – Bódvaszilas vá. | 8 oda, 6 vissza | munkanapokon                                         |
| Miskolc, aut. áll. – Bódvaszilas vá. | 5 pár           | szabadnapokon, kiv. jún. 1. – aug. 31. között        |
| Miskolc, aut. áll. – Bódvaszilas vá. | 4 pár           | szabadnapokon jún. 1. – aug. 31. között              |
| Miskolc, aut. áll. – Bódvaszilas vá. | 4 pár           | munkaszüneti napokon, kiv. jún. 1. – aug. 31. között |
| Miskolc, aut. áll. – Bódvaszilas vá. | 3 pár           | munkaszüneti napokon jún. 1. – aug. 31. között       |
| Miskolc, aut. áll. – Hidvégardó, kh. | 1 pár           | munkanapokon                                         |
| Miskolc, aut. áll. – Hidvégardó, kh. | 1 pár           | szabadnapokon jún. 1. – aug. 31. között              |
| Miskolc, aut. áll. – Hidvégardó, kh. | 1 pár           | munkaszüneti napokon jún. 1. – aug. 31. között       |
| Bódvaszilas, vá. ➝ Szalonna, bolt    | 1 oda           | munkanapokon                                         |
| Szalonna, bolt ➝ Miskolc, aut. áll.  | 1 oda           | munkanapokon                                         |

## Megállóhelyei
| 0 | Miskolc, autóbusz-állomás végállomás          | 0.0 km  | 1, 1G, 3, 3A, 4, 7, 11, 12G, 20, 20A, 20B, 24, 28, 32, 32G, 34G, 43, 44, 45, 101B, 900, 914, 935 1050, 1053, 1369, 1370, 1372, 1373, 1374, 1375, 1376, 1377, 1380, 1381, 1383, 1384, 1410, 1411 3700, 3701, 3702, 3703, 3704, 3705, 3706, 3708, 3709, 3710, 3711, 3712, 3714, 3715, 3716, 3717, 3718, 3719, 3720, 3721, 3722, 3723, 3724, 3726, 3727, 3728, 3729, 3730, 3731, 3733, 3734, 3735, 3736, 3737, 3738, 3739, 3740, 3741, 3742, 3743, 3744, 3745, 3746, 3747, 3748, 3749, 3750, 3751, 3752, 3753, 3754, 3755, 3757, 3760, 3761, 3764, 3765, 3766, 3767, 3770, 3772, 3773, 3774, 3775, 3776, 3777, 4019 |
| 1 | Miskolc, Leventevezér utca                    | 1.2 km  | 12, 12G, 14, 14G, 20, 36, 54, 914 3700, 3701, 3702, 3703, 3704, 3705, 3714, 3754, 3757, 3760, 3761, 3763, 3764, 3765, 3770, 3772, 3773, 3774, 3775, 3776, 3777 |
| 2 | Miskolc, megyei kórház                        | 1.9 km  | 3A, 12, 12G, 14, 14G, 20, 24, 36, 54, 914 1369, 1384, 1410, 1411 3700, 3701, 3702, 3703, 3704, 3705, 3708, 3709, 3711, 3714, 3754, 3757, 3760, 3761, 3763, 3764, 3765, 3766, 3767, 3769, 3770, 3772, 3773, 3774, 3775, 3776, 3777 |
| 3 | Miskolc, repülőtér bejárati út                | 2.8 km  | 3A, 8, 12, 12G, 14, 14G, 20, 24, 36, 54, 240, 914 1369, 1384, 1410, 1411 3700, 3701, 3702, 3703, 3704, 3705, 3708, 3709, 3711, 3714, 3754, 3757, 3760, 3761, 3763, 3764, 3765, 3766, 3767, 3769, 3770, 3772, 3773, 3774, 3775, 3776, 3777 |
| 4 | Miskolc, Stromfeld laktanya                   | 3.9 km  | 1369, 1384, 1410, 1411 3700, 3701, 3702, 3703, 3704, 3705, 3708, 3709, 3711, 3714, 3754, 3757, 3760, 3761, 3763, 3764, 3765, 3766, 3767, 3769, 3770, 3772, 3773, 3774, 3775, 3776, 3777 |
| 5 | Szirmabesenyői elágazás                       | 5.0 km  | 3700, 3701, 3702, 3703, 3704, 3705, 3708, 3709, 3711, 3714, 3754, 3757, 3760, 3761, 3763, 3764, 3765, 3770, 3772, 3773, 3774, 3775, 3776, 3777, 3797 |
| 6 | Sajókeresztúr, ipari park bejárati út         | 6.9 km  | 3703, 3704, 3708, 3709, 3711, 3754, 3757, 3760, 3761, 3763, 3764, 3765, 3770, 3772, 3773, 3774, 3775, 3776, 3797 |
| 7 | Sajókeresztúri elágazás                       | 7.8 km  | 3704, 3754, 3757, 3760, 3761, 3763, 3764, 3765, 3770, 3772, 3773, 3775, 3776, 3777, 3797 |
| 8 | Sajóbábonyi elágazás                          | 9.4 km  | 3703, 3704, 3708, 3709, 3711, 3754, 3757, 3760, 3761, 3763, 3764, 3765, 3770, 3772, 3773, 3774, 3775, 3776, 3777, 3793, 3795, 3797 |
| 9 | Piltatanyai elágazás                          | 11.3 km | 3704, 3708, 3709, 3711, 3754, 3761, 3763, 3764, 3765, 3770, 3773, 3774, 3775, 3793 |
| 10 | Sajószentpéter, Kossuth utca 32.              | 13.1 km | 3704, 3708, 3709, 3711, 3754, 3761, 3763, 3764, 3765, 3770, 3773, 3774, 3775, 3793 |
| 11 | Sajószentpéter, városháza                     | 14.1 km | 3704, 3708, 3709, 3711, 3774, 3775, 3793, 4098 |
| 12 | Sajószentpéter, Váci Mihály utca              | 14.7 km | 3704, 3708, 3709, 3711, 3774, 3775, 3793, 4098 |
| 13 | Eprestanya                                    | 16.3 km | 3704, 3708, 3709, 3711, 3774, 3775, 3793, 4098 |
| 14 | Dusnokpuszta, bejárati út                     | 17.4 km | 3704, 3708, 3709, 3711, 3774, 3775, 3793, 4098 |
| 15 | Múcsonyi elágazás                             | 19.3 km | 3704, 3708, 3709, 3711, 3774, 3775, 3793 |
| 16 | Edelény, kollégium                            | 21.6 km | 3704, 3708, 3709, 3711, 3772, 3774, 3775, 3793, 4040, 4041, 4043, 4044, 4095 |
| 17 | Edelény, bányász lakótelep                    | 22.0 km | 3704, 3708, 3709, 3711, 3772, 3774, 3775, 3793, 4040, 4041, 4043, 4044, 4095 |
| 18 | Edelény, Szentpéteri utca 6.                  | 22.7 km | 3704, 3708, 3709, 3711, 3772, 3774, 3775, 3793, 4040, 4041, 4043, 4044, 4095 |
| 19 | Edelény, kórház bejárati út                   | 23.6 km | 3704, 3708, 3709, 3711, 3772, 3774, 3775, 3793, 4040, 4041, 4043, 4044, 4095 |
| 20 | Edelény, kastély bejárati út                  | 24.2 km | 3704, 3708, 3709, 3711, 3772, 3774, 3775, 3793, 4040, 4041, 4043, 4044, 4095 |
| 21 | Edelény, autóbusz-állomás                     | 24.6 km | 3703, 3704, 3708, 3709, 3711, 3713, 3772, 3774, 3775, 3776, 3793, 3795, 4040, 4041, 4043, 4044, 4092, 4093, 4094 |
| 22 | Edelény, Borsodi utca 70.                     | 25.5 km | 3703, 3704, 3708, 3709, 3775, 3776, 3793, 3795, 4040, 4041, 4043, 4092, 4093, 4094 |
| 23 | Edelény, Borsodi iskola                       | 26.4 km | 3703, 3704, 3708, 3709, 3775, 3776, 3793, 3795, 4041, 4043, 4092, 4093, 4094 |
| 24 | Szendrőlád vasúti megállóhely, bejárati út    | 29.8 km | 3703, 3704, 3708, 3709, 3775, 3793, 4041, 4093 személyvonat – Szendrőlád (94) |
| 25 | Szendrőlád, sportpálya                        | 30.8 km | 3703, 3704, 3708, 3709, 3775, 3793, 4041, 4093 |
| 26 | Szendrőlád, községháza                        | 31.5 km | 3703, 3704, 3708, 3709, 3775, 3793, 4041, 4093 |
| 27 | Szendrőlád, autóbusz-forduló                  | 32.2 km | 3703, 3704, 3708, 3709, 3775, 3793, 4041, 4093 |
| 28 | Büdöskútpuszta                                | 35.4 km | 3703, 3704, 3708, 3709, 3775, 3793, 4041, 4093 személyvonat – Büdöskútpuszta (94) |
| 29 | Szendrő, vásártér                             | 38.2 km | 3703, 3704, 3708, 3709, 3775, 3793, 4041, 4093 |
| 30 | Szendrő, galvácsi elágazás                    | 39.1 km | 3703, 3704, 3708, 3709, 3775, 3793, 4041, 4081, 4082, 4083, 4084, 4092, 4093, 4120 |
| 31 | Szendrő, Fő tér                               | 39.5 km | 3703, 3704, 3708, 3709, 3775, 3793, 4041, 4081, 4082, 4083, 4084, 4092, 4093, 4120 |
| 32 | Szendrő, mezőgazdasági telep                  | 40.4 km | 3703, 3704, 3708, 3709, 3775, 4041, 4082, 4083, 4084 |
| 33 | Csehipuszta                                   | 41.6 km | 3703, 3704, 3708, 3709, 3775, 4041, 4081, 4082, 4083, 4084 |
| 34 | Szalonna, bolt vonalközi végállomás           | 44.8 km | 3703, 3704, 3708, 3709, 3775, 4041, 4081, 4082, 4083, 4084, 4121 |
| 35 | Szalonna, Kossuth utca 57.                    | 45.7 km | 3703, 3704, 3709, 4081, 4082, 4084, 4121 |
| 36 | Perkupa, községháza                           | 49.7 km | 3703, 3704, óó, 4081, 4084, 4108, 4123, 4132 személyvonat – Perkupa (94) |
| 37 | Jósvafő-Aggtelek vasútállomás                 | 51.9 km | 3703, 3704, 4081, 4125, 4136 személyvonat – Jósvafő-Aggtelek (94) |
| 38 | Szögligeti elágazás                           | 53.0 km | 3703, 3704, 4081, 4125, 4136 |
| Tanítási napokon 9; tanszünetben munkanapokon 7; szabadnapokon 5; munkaszüneti napokon 3 járat által érintett. |                                               |         | |
| ∫ | Szögliget, Kossuth utca 103.                  | ∫       | 4081, 4125, 4136 |
| ∫ | Szögliget, autóbusz-forduló                   | ∫       | 4081, 4125, 4136 |
| ∫ | Szögliget, Kossuth utca 103.                  | ∫       | 4081, 4125, 4136 |
| 38 | Szögligeti elágazás                           | 53.0 km | 3703, 3704, 4081, 4125, 4136 |
| 39 | Bódvarákói elágazás                           | 57.3 km | 3703, 4124, 4136 |
| 40 | Bódvaszilas, élelmiszerbolt                   | 58.6 km | 3703, 4124, 4136 |
| ∫ | Bódvaszilas vasútállomás vonalközi végállomás | ∫       | 3703, 4124, 4136 személyvonat – Bódvaszilas (94) |
| 41 | Komjáti vasúti megállóhely                    | 60.7 km | 4124, 4136 személyvonat – Komjáti (94) |
| 42 | Komjáti, tornabarakonyi elágazás              | 61.0 km | 4124, 4136 |
| 43 | Tornanádaska vasútállomás, bejárati út        | 63.4 km | 4124, 4136 személyvonat – Tornanádaska (94) |
| 44 | Tornanádaska, országhatár                     | 68.7 km | 4136 |
| 45 | Hidvégardó, kultúrház                         | 71.1 km | 4136 |
| 46 | Hidvégardó, községháza végállomás             | 71.8 km | 4136 |